# امره ظفر بارنز
امره ظفر بارنز (انگلیسی: Emre Zafer Barnes؛ زادهٔ ۷ نوامبر ۱۹۸۸) ورزشکار دو و میدانی اهل جامائیکا است.